# Białaczów (Opoczno)
Pour les articles homonymes, voir Białaczów.
Białaczów (prononciation [bjaˈwat͡ʂuf]) est un village de la gmina de Białaczów, du powiat d'Opoczno, dans la voïvodie de Łódź, situé dans le centre de la Pologne.
Le village est le siège administratif (Chef-lieu) de la gmina appelée gmina de Białaczów.
Il se situe à environ 10 kilomètres au sud d'Opoczno (siège du powiat) et 79 kilomètres au sud-est de Łódź (capitale de la voïvodie).
Sa population s'élevait approximativement à 1 500 habitants en 2006.

## Histoire
Białaczów a eu le statut de ville de 1456 à 1870, avant de redevenir un village.

## Administration
De 1975 à 1998, le village était attaché administrativement à l'ancienne voïvodie de Piotrków.

Depuis 1999, il fait partie de la nouvelle voïvodie de Łódź.